# Ashok Leyland Stallion
Ashok Leyland Stallion — серия индийских средне- и крупнотоннажных грузовых автомобилей повышенной проходимости, выпускавшихся компанией Ashok Leyland с 1987 года. Автомобили разработаны на шасси Ford Cargo. Значительная часть автомобилей производится для Индийской армии.

## VFJ Stallion Mk III
VFJ Stallion Mk III — среднетоннажный грузовой автомобиль повышенной проходимости, выпускавшийся с 10 августа 1998 года по лицензии AL.

## Особенности
Автомобиль Ashok Leyland широко применяется в Индийской армии, нефтегазодобывающей отрасли, в т.ч. для монтажа различных надстроек (автоцистерн, автогидроподъёмников, фургонов, автопоездов-плетевозов и др). Кабина — высокая, трёхместная, расположенная над двигателем, в зависимости от модификации — как со спальным, так и без спального места. Автомобили с колёсными формулами 4x4 и 6x6 эксплуатируются при температуре от -35 до 55°C (-31—131 °F) и на дорогах с любым покрытием.

## Модификации
- Ashok Leyland Super Stallion — модернизация автомобиля Ashok Leyland Stallion. Грузоподъёмность автомобилей — от 10 до 20 тонн, в зависимости от колёсной формулы (6x6, 8x8, 10x10)[4]. Оснащён дизельным двигателем внутреннего сгорания Neptune N[5].
- Ashok Leyland Stallion Kavach — бронетранспортёр с колёсной формулой 4x4[6].
- Ashok Leyland Stallion Field Artillery Tractor — тягач.